# Лук туркестанский
Лук туркестанский (лат. Allium turkestanicum) — многолетнее травянистое растение, вид рода Лук (Allium) семейства Луковые (Alliaceae).

## Распространение и экология
В природе ареал вида охватывает Среднюю Азию от Аральского моря до Балхаша и Тянь-Шаня. Эндемик.
Произрастает на выходах пестроцветных пород.

## Ботаническое описание
Луковица почти шаровидная, диаметром 1,5—3 мм, наружные оболочки бумагообразные, серые, без заметных жилок. Стебель высотой 40—100 см, на четверть одетый гладкими или очень редко шероховатыми влагалищами листьев.
Листья в числе четырёх—шести, шириной 2—10 мм, линейные, постепенно от основания к верхушке суженные, плоские, по краю шероховатые, значительно короче стебля, очень быстро увядающие.
Чехол равен зонтику, остающийся. Зонтик коробочконосный, шаровидный, многоцветковый, густой. Цветоножки почти равные, в два—четыре раза длиннее околоцветника, при основании с прицветниками. Листочки широко-колокольчатого околоцветника розовые, с малозаметной более тёмной жилкой, почти равные, тупые, длиной около 3 мм, наружные яйцевидные, лодочковидные, внутренние эллиптические, к основанию суженные. Нити тычинок немного или до полутора раз длиннее листочков околоцветника, при основании между собой и с околоцветником сросшиеся, шиловидные. Столбик сильно выдается из околоцветника.

## Таксономия
Вид Лук туркестанский входит в род Лук (Allium) семейства Луковые (Alliaceae) порядка Спаржецветные (Asparagales).
|  |                                      |  |                                                             |                                                             |                   |  | ещё 24 семейства (согласно Системе APG II) | ещё 24 семейства (согласно Системе APG II) |                       |  |  |  | ещё более 870 видов |
|  |                                      |  |                                                             |                                                             |                   |  | ещё 24 семейства (согласно Системе APG II) | ещё 24 семейства (согласно Системе APG II) |                       |  |  |  | ещё более 870 видов |
|  |                                      |  |                                                             | порядок Спаржецветные                                       |                   |  |                                            |                                            | род Лук               |  |  |  |                     |
|  |                                      |  |                                                             | порядок Спаржецветные                                       |                   |  |                                            |                                            | род Лук               |  |  |  |                     |
|  | отдел Цветковые, или Покрытосеменные |  |                                                             |                                                             | семейство Луковые |  |                                            |                                            | вид Лук туркестанский |  |  |  |                     |
|  | отдел Цветковые, или Покрытосеменные |  |                                                             |                                                             | семейство Луковые |  |                                            |                                            |                       |  |  |  |                     |
|  |                                      |  | ещё 44 порядка цветковых растений (согласно Системе APG II) | ещё 44 порядка цветковых растений (согласно Системе APG II) |                   |  |                                            | ещё около 300 родов                        | ещё около 300 родов   |  |  |  |                     |
|  |                                      |  |                                                             | ещё 44 порядка цветковых растений (согласно Системе APG II) |                   |  |                                            |                                            | ещё около 300 родов   |  |  |  |                     |